# Гатино (река)
 Тази статия е за реката.  За града в Канада вижте Гатино.  
Гатино (на английски: Gatineau River) е река в Източна Канада, южната част на провинция Квебек, ляв приток на река Отава. Дължината ѝ от 386 км ѝ отрежда 96-о място сред реките на Канада.
Река Гатино изтича от малко безименно езеро (на 436 м н.в.), намиращо се на 3,5 км южно от градчето Клова, разположено на трансканадската жп линия Квебек — Ванкувър, в южната част на провинция Квебек. Реката тече в южна посока, преминава през езерото-язовир Баскатонг и се влива отляво в река Отава, до град Гатино и срещу столицата на Канада — град Отава.
Площта на водосборния басейн на Гатино е 23 724 km2, което представлява 16,3% от водосборния басейн на река Отава. Основни притоци на Гатино са реките: Базин (ляв), Жан дьо Тер (десен(и Маниваки (десен).
Многогодишният среден дебит в устието на Гатино е 350 m3/s, като максимумът на реката е през месеците юни и юли, а минимумът през януари и февруари. Около три-четири месеца в година реката замръзва.
По-големите селища то течението на реката са: Маниваки (3930 души), Лоу (920 души), Уейкфийлд, Челси (6977 души), Гатино (265 349 души) и др.
Водите на реката масово се използват за производство на евтина електроенергия, като за целта по течението ѝ са построени 4 ВЕЦ-а с общо 23 турбини и сумарна мощност от 517 MW.
Устието на река Гатино е открито на 4 юни 1613 г. от видния изследовател на Канада и Големите езера Самюел дьо Шамплен.